# Burzești
Burzești – wieś w Rumunii, w okręgu Alba, w gminie Vadu Moților. W 2011 roku liczyła 31 mieszkańców.